# Kam Air
Kam Air è una compagnia aerea charter afghana con base presso l'aeroporto Internazionale di Kabul. Offre voli di linea verso varie destinazioni in Asia centrale, Sud-est asiatico, Medio Oriente e Turchia.

## Storia

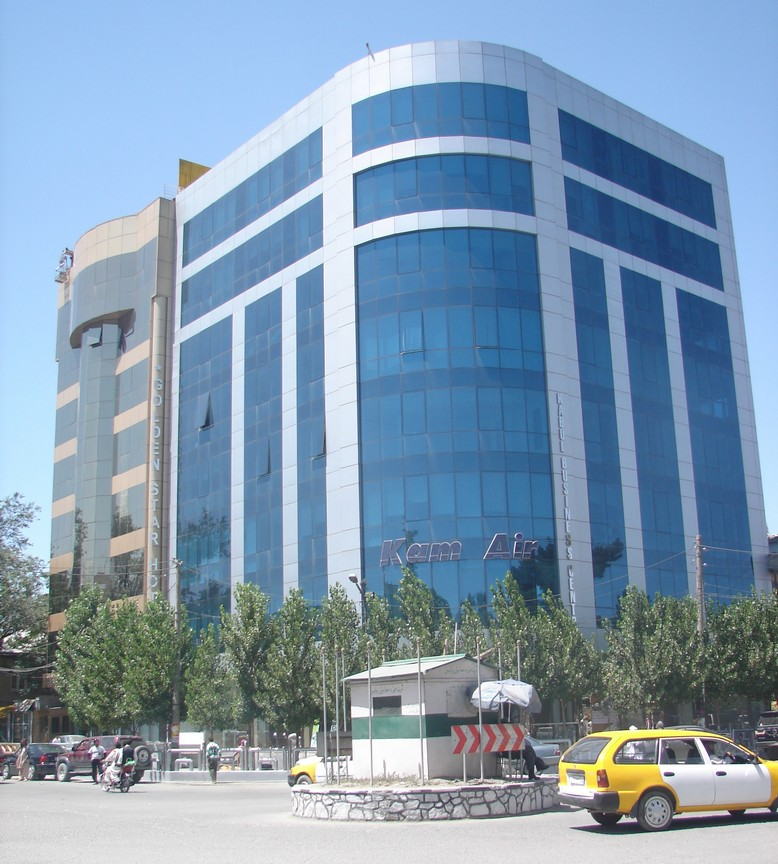
La sede di Kam Air a Kabul

Kam Air è stata fondata il 31 agosto 2003 da Zmarai Kamgar ed è stata la prima compagnia aerea privata del Paese. Le operazioni di volo sono cominciate l'8 novembre utilizzando un Boeing 727 ricevuto come pagamento di servizi che le aziende di Kamgar avevano effettuato per il Generale Abdul Rashid Dostum, signore della guerra e capo delle comunità del nord dell'Afghanistan.
Kam Air aveva annunciato l'introduzione di voli verso le capitali europee (dapprima Vienna, in seguito Londra) a partire dall'agosto 2010, tuttavia, secondo Reuters, i governi di Austria e Gran Bretagna non hanno concesso le relative autorizzazioni a causa dei bassi standard di sicurezza della compagnia aerea. Per lo stesso motivo, a partire dal 24 novembre 2010, tutti i vettori afghani sono stati inseriti nella lista dei vettori aerei soggetti a divieto operativo nell'Unione europea.
Nel febbraio 2005, in seguito alla tragedia del volo 904, Kam Air è stata inserita nella black list dell'Esercito degli Stati Uniti. Negli anni seguenti, grazie all'apporto di piloti e personale proveniente da altri Stati, soprattutto da Ucraina e Venezuela, la compagnia ha acquisito il 90% del mercato dei voli interni dell'Afghanistan.
Nel febbraio 2018 dopo che in un attentato terroristico effettuato dai Talebani sono deceduti 9 piloti di Kam Air, oltre 50 piloti e tecnici stranieri hanno abbandonato la compagnia ritenendo troppo rischiosa la permanenza in Afghanistan, costringendola a cancellare 20 dei 37 voli giornalieri pianificati.
In risposta al crollo del governo in seguito alla caduta di Kabul, Kam Air ha portato alcuni dei suoi aerei in Iran per evitare danni durante i disordini.

## Destinazioni
A maggio 2025, Kam Air vola verso più di 50 destinazioni, comprese 5 nazionali in Afghanistan e altre internazionali in Asia:
Asia Centrale
- Afghanistan:

Herat, Kabul, Kandahar, Khost, Mazar-i Sharif
- Uzbekistan:

Tashkent
Medio Oriente
- Iran:

Mashhad, Teheran
- Kuwait:

Al Kuwait
- Qatar:

Doha
- Arabia Saudita:

Gedda, Riad
- Emirati Arabi Uniti:

Abu Dhabi, Dubai
Regione Indiana
- India:

Nuova Delhi
- Pakistan:

Islamabad

### Accordi di code share
Kam Air ha code share con le seguenti compagnie aeree:
- Air Arabia

## Flotta

### Flotta attuale

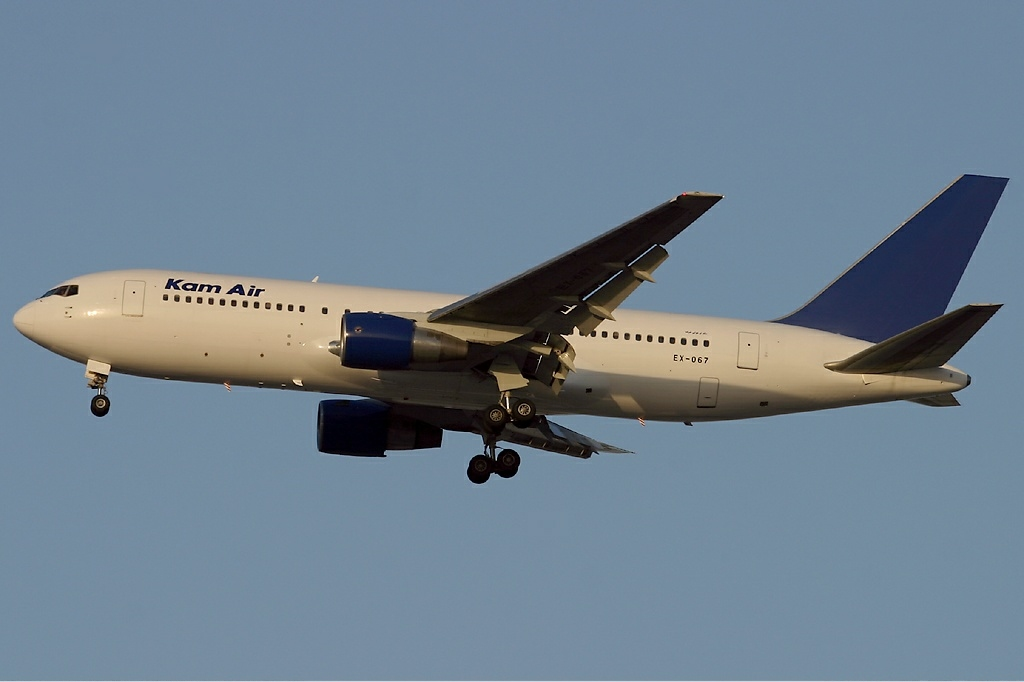
Un Boeing 767-200ER.

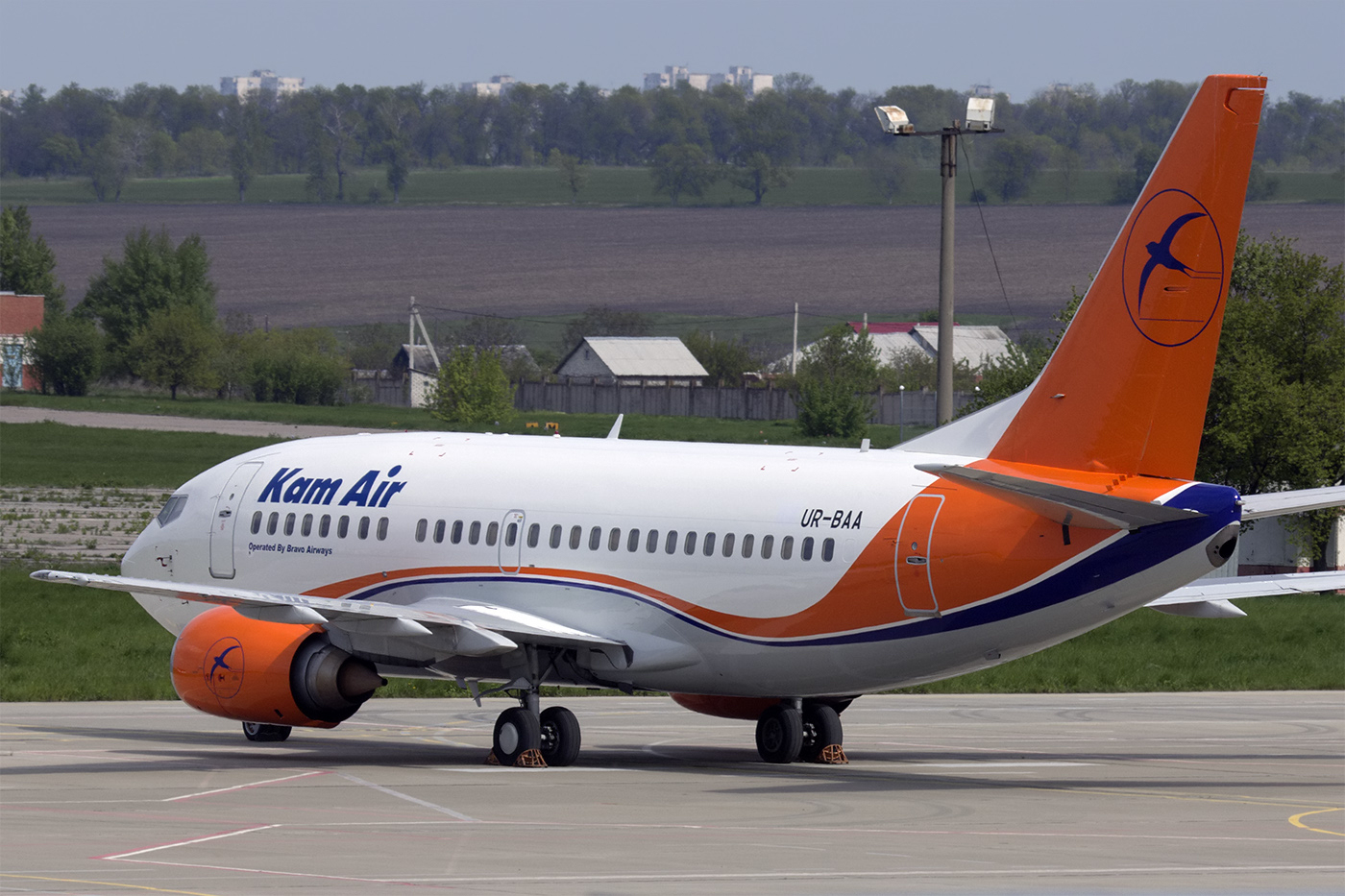
Uno dei Boeing 737-500 in servizio.

A maggio 2025 la flotta di Kam Air è così composta:

### Flotta storica

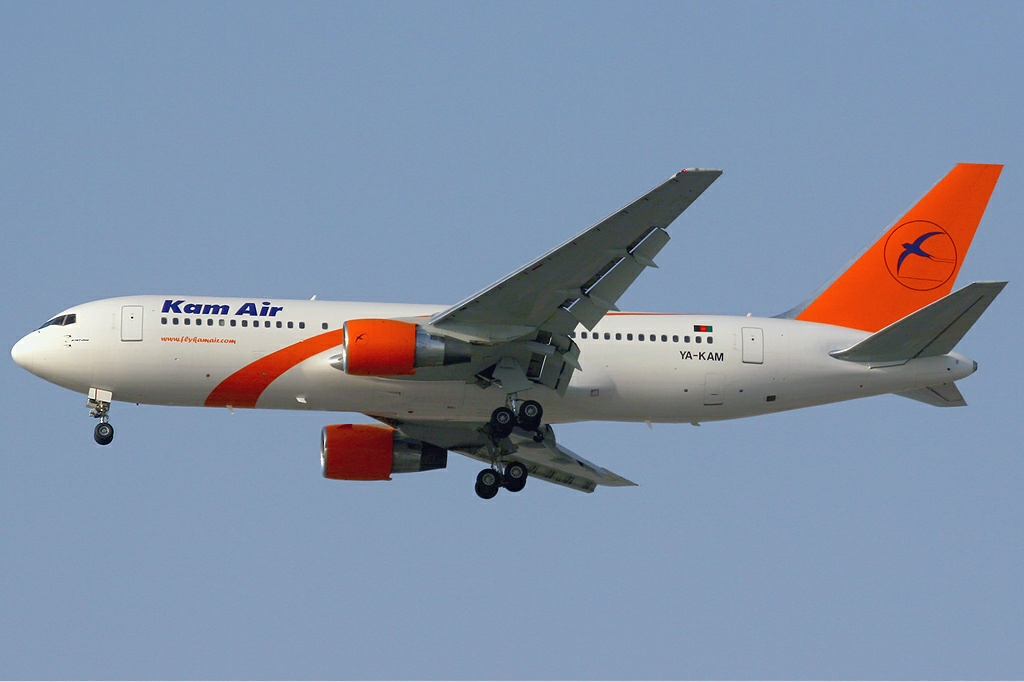
Uno dei due ex Boeing 767-200 utilizzati dalla compagnia.

Kam Air operava in precedenza con i seguenti aeromobili:

## Incidenti
- Il 16 settembre 2004, l'Antonov An-24 codice di registrazione 47808 uscì di pista durante un atterraggio di emergenza all'aeroporto di Kabul.[13]
- Il 3 febbraio 2005, il Boeing 737-200 che effettuava il volo 904 tra Herat e Kabul si schiantò contro il fianco di una montagna durante l'avvicinamento all'aeroporto di destinazione, causando la morte delle 105 persone a bordo.[14]